# 神谷さやか
神谷 さやか（かみや さやか、1989年4月21日 - ）は、新潟県長岡市出身・在住の日本のグラビアアイドルである。

## プロフィール
- 血液型：O型
- 身長：157cm
- 趣味：懐メロマニア（BOØWY、BUCK-TICK、Winkなど）、コスプレ、料理、食べ歩き、ピアノ、ドラム
- 特技：柔軟、鼻が利くこと、グワシができること
- 好きな食べ物：ラーメン、イタリアン（新潟名物ミートソースがけ焼きそば）
- 頓知・のマスコットキャラクター

## 主な活動歴
2008年3月号の雑誌Beppinschoolでは、理想の妹コンテスト読者人気投票第1位に選ばれた（2008年5月22日の東京スポーツ記事より）。日本最大級のおもちゃイベント・東京トイフェスティバルで神谷さやか特設ステージを務めた。
2008年6月には雑誌natureで環境問題に関するインタビュー記事が掲載。音楽も好きで秋葉原などを中心に都内でのライブ活動を毎月こなす他、2008年7月総合ヒーリングアカデミークレールのイメージモデルに抜擢。2008年8月にパワーストーンジュエリーshinjiのイメージモデルにも選ばれた。

## 出演作

### DVD
1. 「VOLTAGX神谷さやか17歳」2007年1月発売
2. 「100％美少女VOL21神谷さやか」2007年5月発売
3. 「美少女たちのティーパーティー神谷さやか他」2007年7月発売
4. 「神谷さやかMeister10」2008年3月発売
5. 「Tセラ少女 12 神谷さやか」2008年5月発売
6. 「神谷さやかProfile18」2008年7月発売